# Mastný alkohol

Mastný alkohol

Mastné alkoholy jsou alifatické alkoholy odvozené od tuků a olejů, pocházející z rostlin, ale také syntetizované živočichy a řasami. Jejich význam pro výživu a zdraví byl v historii přehlížen, je vnímán až nyní, mastné alkoholy jsou blízce příbuzné s mastnými kyselinami, včetně dobře zdokumentovaných omega-3 mastných kyselin. Dalšími podobnými sloučeninami jsou mastné aldehydy.
Mastné alkoholy mají obvykle sudý počet atomů uhlíku v molekule. Výroba z mastných kyselin poskytuje alkoholy s přímým řetězcem, hydroxylová skupina (-OH) se připojí na koncový uhlík. Jiné procesy mohou poskytovat isoalkoholy – hydroxylová skupina se napojí na uhlíkový atom uvnitř řetězce.
Estery mastných alkoholů a mastných kyselin se nazývají vosky.

## Oxidace
Oxidací mastných alkoholů do prvního stupně vznikají mastné aldehydy a do druhého stupně mastné kyseliny. Například oxidací nejjednoduššího mastného alkoholu butanolu se vytváří butyraldehyd a dále kyselina máselná:
2 CH3(CH2)3OH + O2 → 2 CH3(CH2)2CHO + 2 H2O
2 CH3(CH2)2CHO + O2 → 2 CH3(CH2)2COOH